# Pez Obispo
El Obispo de Mar o Pez Obispo fue un tipo de monstruo marino reportado en el siglo XVI. Según la leyenda, fue llevado ante el Rey de Polonia, quien deseaba mantenerlo cautivo. También fue mostrado a un grupo de obispos católicos, a quienes el Pez Obispo hace señas, apelando a ser liberado. Se le concedió su deseo, pero apenas quedó libre, hizo la señal de la cruz y desapareció en el mar. Su aspecto era mitad de hombre mitad de pez, con el torso y una especie de capucha escamosos.
Otro fue supuestamente capturado en el océano cerca de Alemania en 1531. Se negó a comer y murió después de tres días. Fue descrito y dibujado en el cuarto volumen del famoso libro de Conrad Gesner Historiae animalium.
Hoy en día recibe en español el mismo nombre la especie Pteromylaeus bovinus, también llamado chucho vaca o raya toro, ya que recuerda a la forma del pez de la leyenda.
El criptozoólogo Bernard Heuvelmans creía que el informe se basaba en el hallazgo de un calamar escamoso de Grimaldi mutilado.

## En la cultura popular
El Pez Obispo es el monstruo número 058 de la colección de Monster in My Pocket.